# Gunnar Bjäreby
Gunnar Bjäreby, född 11 februari 1899 i Vadebäck, Förslövsholm i Skåne, död 1967, var en svensk-(amerikansk) konstnär och skulptör.
Han var son till kronojägaren Sven Larsson Rydberg och Thilda Thimansson och från 1935 gift med Kaarina Kokko. Bjäreby studerade konst i Brockton och Boston samt vid Académie Julian i Paris 1932-1933 där han även medverkade i vårsalongen 1933. Separat ställde han ut i Boston 1950 och han medverkade ett flertal gånger i de svensk-amerikanska utställningarna på Svenska klubben i Chicago. Hans konst består av porträtt, landskap, bokillustrationer och freskomålningar.